# Arhiepiscop major
Arhiepiscopul major este un ierarh al Bisericii Catolice, care conduce una din cele patru biserici de rit oriental constituite ca biserici arhiepiscopale majore conform can. 151-154 CCEO, cu autonomie și drepturi similare patriarhiilor catolice orientale.
Dacă devin membri ai Colegiului Cardinalilor, arhiepiscopii majori intră în rândul cardinalilor-preoți, și nu în rândul cardinalilor-episcopi, cum este cazul patriarhilor.
Ca și patriarhii, arhiepiscopii majori sunt aleși de Sinodul Bisericii lor particulare sui iuris. În schimb, alegerea lor trebuie validată de papă, în timp ce patriarhii cer comuniunea cu episcopul Romei.
Titlul de arhiepiscop major este echivalent titlului de catholicos.
Există în prezent patru arhiepiscopi majori, care conduc patru Biserici particulare sui iuris:
| Scaunul episcopal                                      | Titularul sediului | Anul alegerii |
| ------------------------------------------------------ | ------------------ | ------------- |
| Kiev-Halych al Bisericii Greco-Catolice Ucrainene      | Sviatoslav Șevciuc | 2011          |
| Ernakulam-Angamaly al Bisericii Catolice Syro-Malabară | George Alencherry  | 2011          |
| Trivandrum al Bisericii Catolice Syro-Malankară        | Baselios Cleemis   | 2007          |
| Blaj al Bisericii Române Unite cu Roma                 | Lucian Mureșan     | 2005          |